# マティアス・クラネビッテル
クラウディオ・マティアス・クラネビッテル（Claudio Matías Kranevitter スペイン語発音: [maˈti.as kɾaneˈβiteɾ], 1993年5月21日 - ）は、アルゼンチン・サン・ミゲル・デ・トゥクマン出身のサッカー選手。元アルゼンチン代表。リーベル・プレート所属。ポジションはミッドフィールダー（守備的ミッドフィールダー）。

## 経歴
地元のクラブであるCAサン・マルティンの下部組織へ入団しキャリアをスタートさせたが、2007年に国内屈指の強豪であるリーベル・プレートの下部組織へ移籍。2012-13シーズンにはプロデビューを果たした。2015年には中心選手としてコパ・スダメリカーナとレコパ・スダメリカーナ、コパ・リベルタドーレスを制覇し、2シーズンで3つの国際タイトルを獲得。この大会では同大会で8試合以上出場した選手の中で、1試合あたりの平均タッチ数（63.9回）、平均パス数（49.7回）、平均タックル数（3.7回）、平均インターセプト数（2.1回）はそれぞれチームトップを記録し、大会期間中3番目に多い出場時間（1103分）を記録した。
アルゼンチン時代には同じリーベル出身であり、同じくリーベルで背番号5を背負っていたハビエル・マスチェラーノの後継者とも評されていた。
2015年8月28日、スペイン・リーガ・エスパニョーラのアトレティコ・マドリードへの移籍が決定。当初はすぐチームに合流する予定であったが、クラネビッテルとリーベル側の「12月に開催されるFIFAクラブワールドカップを戦い終えてからの移籍」という意向を考慮し、半年間リーベルへレンタル移籍してから合流することとなった。アトレティコ合流後の2016年2月14日に行われたヘタフェCF戦でリーガデビューを果たした。
その後、アトレティコ・マドリードでは将来有望な選手の1人として期待されたものの、ガビ、コケ、サウール・ニゲス、ティアゴ・メンデス、トーマス・パーテイ、アウグスト・フェルナンデスなど中盤の厚い選手層の中で十分な出場機会が得られず、2016年7月7日にセビージャFCへレンタル移籍した。
セビージャでは公式戦32試合に出場したものの、2017-18シーズンが始まる前に余剰戦力と判断され、2017年8月8日にロシア・プレミアリーグのゼニト・サンクトペテルブルクへ完全移籍した。
ロシアでは1年目こそ4-3-3を好むロベルト・マンチーニ監督のもとでアンカーとして公式戦33試合に出場するも、翌年から就任したセルゲイ・セマク監督にはあまり起用されず、2年目は公式戦15試合の出場にとどまった。
2020年1月24日にCFモンテレイと契約した。
リーガMXでの最後のシーズンとなった2022-23シーズンでは、先発10回、交代出場9回を交互にこなし、チームで5番目に多い出場回数を記録した。1試合あたり平均24.6回のパスをし、83.9%のパス　成功率を記録した。ミドルサードでのボール奪取回数はチーム2位を記録し（58回）、空中戦の勝率ではチーム最多なる71.4％を記録した。
2022年12月13日、プロデビューを果たしたリーベル・プレートに2025年12月までの契約で復帰することが発表された。

## 代表歴
2015年8月24日に負傷離脱したルーカス・ビリアの代役としてアルゼンチン代表に初招集されると、代表デビューとなったボリビア戦では途中出場したアンヘル・コレアのゴールをアシストした。

## 所属クラブ
- CAリーベル・プレート 2011-2015
- アトレティコ・マドリード 2015-2017

→ CAリーベル・プレート 2015 (loan)
→ セビージャFC 2016-2017 (loan)
- FCゼニト・サンクトペテルブルク 2017-2020
- CFモンテレイ 2020-

## タイトル

### クラブ
リーベル・プレート
- プリメーラ・ディビシオン : 2013-14F
- コパ・スダメリカーナ : 2014
- レコパ・スダメリカーナ : 2015
- コパ・リベルタドーレス : 2015
- スルガ銀行チャンピオンシップ : 2015
- U-20 コパ・リベルタドーレス : 2012

FCゼニト・サンクトペテルブルク
- プレミアリーグ : 2018-19

### 個人
- コパ・リベルタドーレス ベストチーム : 2015
- 南米年間ベストイレブン : 2015